# Астанинская ТЭЦ-2
Астанинская ТЭЦ-2 или ТЭЦ-2 Астана — теплоэлектроцентраль, расположенная в городе Астана, столице Казахстана. Принадлежит акционерному обществу «Астана-Энергия» (зарегистрировано как юридическое лицо 4 ноября 2004 года).

## Эксплуатация
Расположена в северной промзоне Астаны. Строительство этой ТЭЦ велось на основании специального решения Министерства энергетики СССР по разработке технического проекта Целиноградской ТЭЦ-2 от 29 июня 1971 года. Строительство 1-й очереди ТЭЦ-2 длилось в 1972—1985 годах, первый блок был введён в эксплуатацию 29 августа 1979 года. В наши дни станция оснащена 14 котлами (8 паровых и 6 водогрейных) и 6 турбоагрегатами, общая электрическая мощность составляет 622 МВт, тепловая мощность — 3042,4 Гкал/ч. Вместе с ТЭЦ-1 отвечает за обеспечение теплом города: с момента начала эксплуатации обеими станциями выработано более 72 млрд кВт⋅ч электроэнергии по состоянию на 31 декабря 2020 года.
В 2020 году компания «Сибэнергомаш» начала разработку реконструкции 16 котлов на ТЭЦ-1 и ТЭЦ-2 в рамках газификации Астаны (тогда ещё Нур-Султана). В декабре того года «Сибэнергомаш» и ТОО «ПСК Градцентр» запустили водогрейный котёл КВ-Т-139,6-150, установленный на ТЭЦ-2. Тогда же началась разработка документации на реконструкцию водогрейных котлов этого типа, окончание работ было заявлено на 2021 год. К началу 2023 года все водогрейные котлы были переведены на газ. Сообщалось о проектировании строительства 7-го и 8-го котлов с целью повышения тепловой мощности на 360 Гкал/ч и модернизации турбины с целью повышения электрической мощности на 35 МВт. В 2024 году руководитель управления энергетики Астаны Нурлан Купешов сообщил о намерении начать расширение ТЭЦ-2.